# Marcq
Marcq (francia, hollandul: Mark) belga település a vallon régióban, Hainaut tartomány területén található, közigazgatásilag a közeli Enghien városhoz tartozik. 1977-ig önálló település volt, ekkor területe 2,15 km2, lakossága 1384 fő volt.

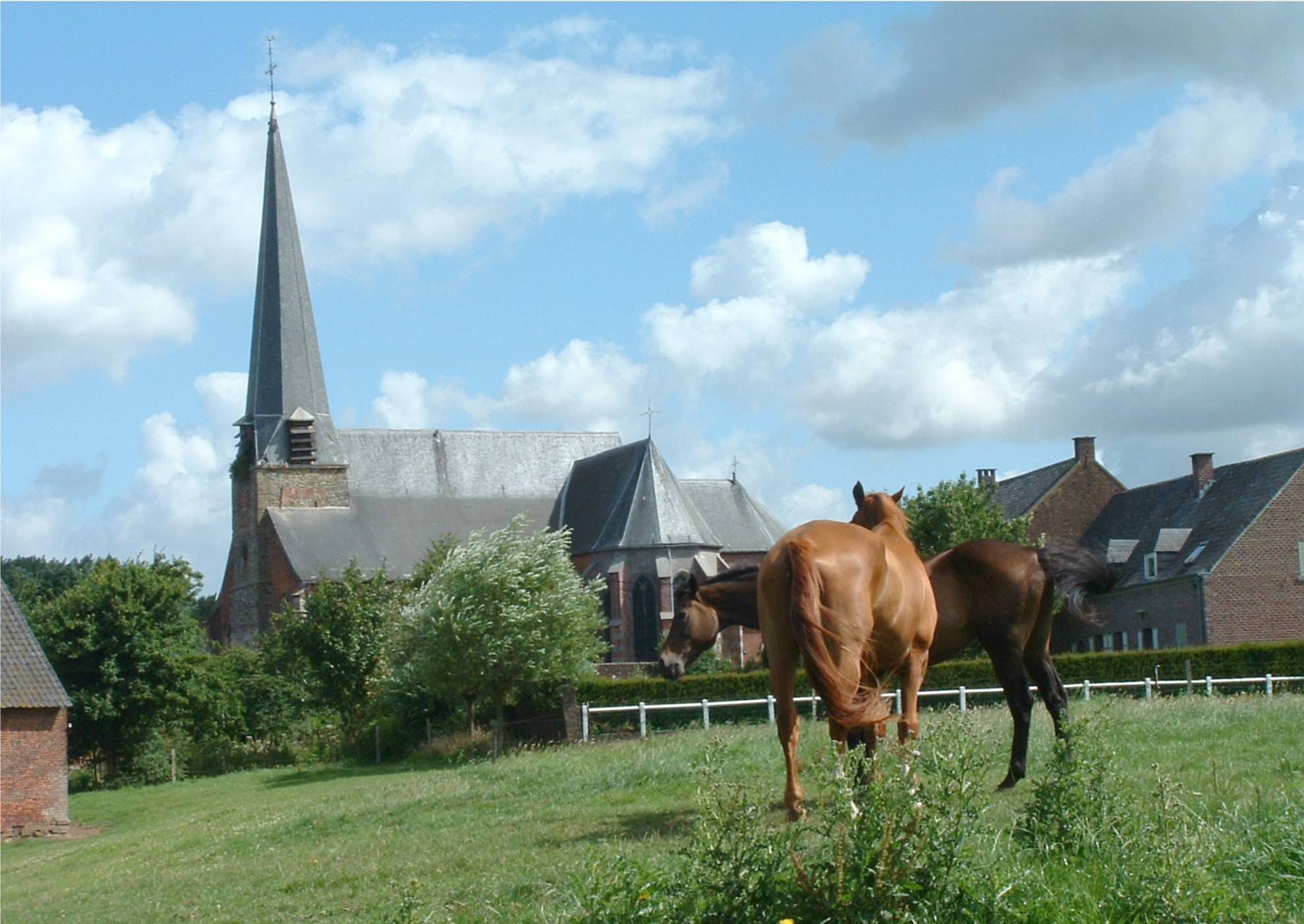
A település központja a Sint-Martinuskerk-el

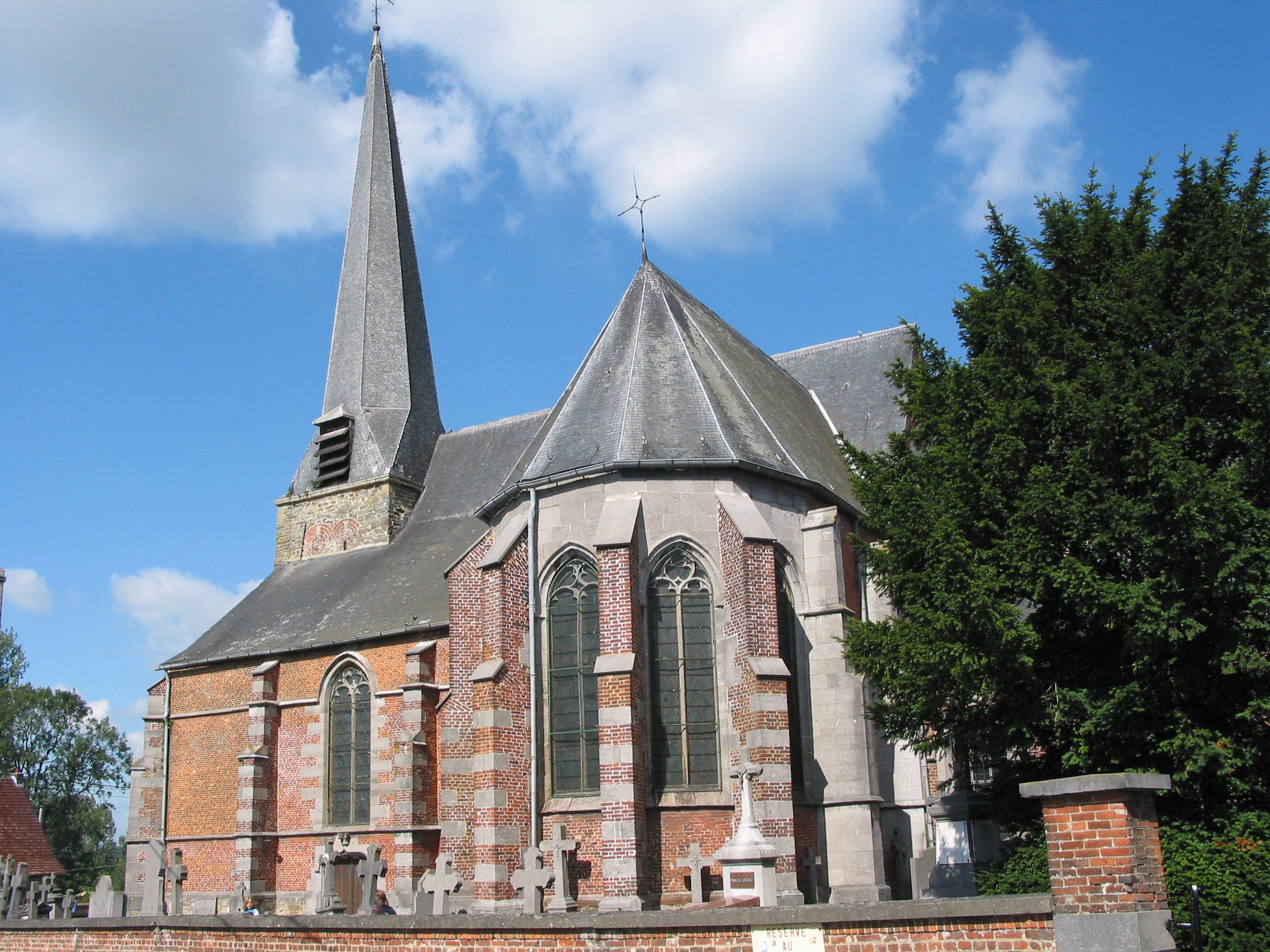
A 12-17. század között épült Sint-Martinuskerk

A település neve, amelyet először 1131-ben említenek, a közeli Mark folyó nevéből származik, amely maga germán eredetű, és határvonalat, elválasztóvonalat jelent. A Chaussée d'Ath mellett ma is látható a Mark folyó mentén valaha működő számos vízimalom egyike, amely ma műemléki védettséget élvez.
Az első világháború során a Belgiumot megszálló németek számos helyi fiatalt elhurcoltak a soltaui koncentrációs táborba. Őket a helyi temetőben helyezték végső nyugalomra.